# Мантас Самусіовас
Мантас Самусіовас (лит. Mantas Samusiovas; нар. 8 вересня 1978, Каунас, Литовська РСР) — литовський футболіст, захисник.

## Клубна кар'єра
Футбольну кар'єру розпочав у 1994 році в складі «Каунаса», в 1995 році виступав в оренді за клуб «Алса». У 2000 році перейшов до латвійського «Сконто» (Рига). На початку 2003 року перейшов до московського «Торпедо». У 2006 році на півроку повернувся до Литви, де захищав кольори «Судуви», потім грав у російських «Хімках». На початку 2009 року повернувся до «Судуви».
Влітку 2009 року перейшов у маріупольський «Іллічівець». У Прем'єр-лізі дебютував 17 липня в матчі проти ужгородського «Закарпаття» (1:0). Залишив розташування маріупольського клубу по завершенні сезону. Проте вже в серпні того ж року повернувся до клубу, в якому виступав до кінця 2010 року.
11 січня 2011 року підписав 2-річний контракт з «Судувою». 7 липня 2011 року залишив маріямпольський клуб. З 2011 року виступав в «Екранасі». Завершив футбольну кар'єру в 2014 році в складі першолігового литовського клубу «Сілас», кольори якого захищав з 2012 року.

## Кар'єра в збірній
У 1997 році дебютував у збірній Литви, але в 1999 році через конфлікт припинив виступи за збірну.

## Досягнення
- А-ліга (Литва)
  -  Чемпіон (2): 1999, 2011

- Вірсліга
  -  Чемпіон (3): 2000, 2001, 2002

- Кубок Латвії
  -  Володар (3): 2000, 2001, 2002